# Душан Алимпијевић
Душан Алимпијевић (Лазаревац, 9. март 1986) српски је кошаркашки тренер. Тренутно је главни тренер Бешикташа.

## Каријера
Тренерску каријеру започео је са свега 22 године. По први пут се његово име прочуло у јавности након саобраћајне несреће кошаркаша Новог Сада, тиму у коме је тада био помоћни тренер. Дана 7. марта 2010. године враћајући се са гостовања у Крушевцу први од два комбија је налетео на камион и у судару је страдао први тренер Немања Даниловић као и млади кошаркаш Ненад Грозданић. Душан је срећом прошао са само тежом повредом носа, бројним модрицама и огреботинама по телу. Даниловић је имао велики утицај на његове тренерске почетке и касније је истицао његов педагошки утицај.

### Војводина
Године 2011. године фузијом КК Нови Сад и Војводине Србијагас ствара се јединствени кошаркашки клуб у Новом Саду и Душан Алимпијевић постаје помоћни тренер Синиши Матићу. Амбициозан пројекат Војводине их је довео на праг Јадранске лиге за сезону 2013/14. изборивши пласман међу прве четири екипе Суперлиге. Ипак услед недостатка финансија, односно немогућности да плати 150.000 евра за лиценцу Војводина Србијагас је одустала од учешћа, а Раднички из Крагујевца је заузео њихово место. 
Током тог лета Душан замењује Синишу Матића и постаје први тренер овог кошаркашког клуба. У првој сезони са знатно ослабљеним саставом успео је да обезбеди опстанак у КЛС са 12 победа и 14 пораза. У следећу сезону клуб улази са још озбиљним финансијским проблемима али освајањем трећег места успева да обезбеди учешће у Суперлиги. Алимпијевић је одлично водио тим и у знатно јачем такмичењу против АБА лигаша. Само један кош је делио Војводину од поновног пласмана у Јадранску лигу. Наиме у седмом колу су изгубили до екипе Мега Лекса резултатом 88:87, док су у реваншу победили Мегу. На крају регуларног дела Мега је имала само победу више од Војводине и тиме обезбедила поновни пласман у регионално такмичење.

### Спартак
Године 2015. преузима екипу Спартака из Суботице која после вишегодишњих проблема жели да се врати на кошаркашку сцену Србије. Као и у Војводини у првој сезони успева да осигура опстанак, да би већ у другој после пуно година изборио пласман међу прве четири екипе. То им је донело поновни пласман на завршни турнир националног купа у Нишу и то после 21 године поста али и пласман у Суперлигу Србије. У избору суботичке телевизије Ју Еко изабран је за тренера са најбољим резултатом у Суботици.

### ФМП
Непосредно пре почетка Суперлиге 2017. године, замењује Бранка Максимовића на месту тренера ФМП-а. Са ФМП-ом очекивано обезбеђује пласман у доигравање. У полуфиналу су се састали са фаворизованим Партизаном. Млада екипа ФМП-а предвођена Душаном Алимпијевићем је већ у првој утакмици показала зубе. На свом терену су само довршили започети посао и тако направили највеће изненађење у сезони. Неочекивани пласман ФМП-а у финале их је оставио без помоћи Џона Болдена који је отпутовао за САД, па у финалу нису могли да очекују ништа више од часног пораза од Црвене звезде.

### Црвена звезда
Алимпијевић је 21. јула 2017. званично постао први тренер Црвене звезде. Дана 7. маја 2018. смењен је због лоших резултата. На клупи црвено-белих имао је скор од 40 победа и 29 пораза (11:19 у Евролиги, 22:7 у Јадранској лиги, 2:1 у Купу Радивоја Кораћа и 5-2 у Суперлиги Србије).

### Иностранство
У новембру 2018. је добио први инострани ангажман, након што је постављен за тренера руског Автодор Саратова. Био је тренер овог клуба тек нешто више од два месеца, након чега је добио отказ. Алимпијевић је водио Автодор на 13 утакмица и за то време је забележио осам победа.
Крајем новембра 2020. је постављен за тренера турског прволигаша Бурсаспора.

## Тренерска статистика

### Евролига
| Екипа         | Година   | ОУ | П  | И  | П : И (%) | Исход                             |
| ------------- | -------- | -- | -- | -- | --------- | --------------------------------- |
| Црвена звезда | 2017/18. | 30 | 11 | 19 | .367      | Испадање у регуларном делу сезоне |
| Укупно        | Укупно   | 30 | 11 | 19 | .367      |                                   |

### Еврокуп
| Екипа     | Година   | ОУ | П  | И  | П : И (%) | Исход                             |
| --------- | -------- | -- | -- | -- | --------- | --------------------------------- |
| Бурсаспор | 2020/21. | 10 | 3  | 7  | .300      | Испадање у регуларном делу сезоне |
| Бурсаспор | 2021/22. | 22 | 11 | 11 | .500      | Пораз у финалу                    |
| Бурсаспор | 2022/23. | 19 | 8  | 11 | .421      | Пораз у осмини финала             |
| Укупно    | Укупно   | 51 | 22 | 29 | .452      |                                   |

### Домаћа првенства
| Екипа           | Година                           | ОУ  | П  | И  | П : И (%) | Исход                             |
| --------------- | -------------------------------- | --- | -- | -- | --------- | --------------------------------- |
| Црвена звезда   | 2017/18 — Јадранска лига         | 30  | 23 | 7  | .767      | Пораз у финалној серији           |
| Црвена звезда   | 2017/18 — Кошаркашка лига Србије | 7   | 5  | 2  | .714      | Добио отказ                       |
| Автодор Саратов | 2018/19 — ВТБ јунајтед лига      | 26  | 9  | 17 | .346      | Испадање у регуларном делу сезоне |
| Бурсаспор       | 2020/21 — Суперлига Турске       | 30  | 13 | 17 | .433      | Испадање у регуларном делу сезоне |
| Бурсаспор       | 2021/22 — Суперлига Турске       | 33  | 19 | 14 | .576      | Пораз у четвртфиналној серији     |
| Бурсаспор       | 2022/23 — Суперлига Турске       | 32  | 17 | 15 | .531      | Пораз у четвртфиналној серији     |
| Укупно          | Укупно                           | 158 | 86 | 72 | .544      |                                   |

## Успеси

### Појединачни
- Тренер године Еврокупа (1): 2021/22.